# 赵金云

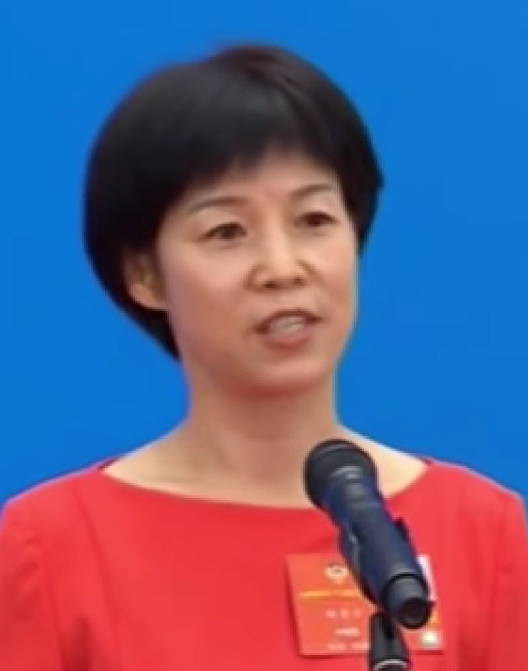
2020年的赵金云，时任读者出版集团总经理

赵金云（1965年10月—），中华人民共和国政治人物，甘肃民勤人，九三学社社员。

## 生平
早年在甘肃省国土资源厅工作。之后进入省管国有企业任职，曾任甘肃省公路航空旅游投资集团有限公司副总经理、甘肃省民航机场集团有限公司监事会主席等职。2018年，任读者出版集团有限公司董事、总经理。她同时也是九三学社中央委员会常务委员，第十三届、第十四届全国政协委员。2023年1月，当选为甘肃省人民政府副省长。
2024年10月25日，她因涉嫌严重职务违法，接受国家监委监察调查，11月29日正式被免去副省长职务。她担任陕西省税务局局长的丈夫包东红在其落马後随即遭免职。11月27日，被撤销第十四届全国政协委员资格。2025年4月25日，国家监委给予其开除公职处分，没收违法所得，将涉嫌犯罪问题移送检察机关依法审查起诉，所涉财物一并移送。5月，最高人民检察院决定对其逮捕。